# جاده ئی۶۷۱ اروپا
جاده ئی۶۷۱ اروپا (به انگلیسی: European route E671) یکی از جاده‌های درجه ۲ قاره اروپا است.

این جاده که در کشور رومانی قرار دارد از شهر تیمیشوارا شروع شده و در شهر ستو ماره به پایان می‌رسد.